# 木村圭汰
木村 圭汰（きむら けいた、1999年12月12日 - ）は、ジャパンラグビーリーグワンのNECグリーンロケッツ東葛に所属しているラグビー選手。

## 経歴
2018年、筑紫台高校卒業後、京都産業大学に入る。
2022年、京都産業大学卒業後、宗像サニックスブルースに加入。同年8月、ルリーロ福岡選手スコッドに選ばれた。
2025年7月、NECグリーンロケッツ東葛に加入。